# Fulton (Wisconsin)
Fulton es un municipio del condado de Rock, Wisconsin, Estados Unidos. Tiene una población estimada, a mediados de 2023, de 3650 habitantes.

## Geografía
Está ubicado en las coordenadas 42°47′41″N 89°4′28″O / 42.79472, -89.07444. Según la Oficina del Censo, tiene una superficie total de 84.3 km², de los cuales 81.2 km² corresponden a tierra firme y 3.1 km² están cubiertos de agua.

## Demografía
Según el censo de 2020, en ese momento había 3580 personas residiendo en la zona. La densidad de población era de 44.1 hab./km². El 93.63% de los habitantes eran blancos, el 0.22% eran afroamericanos, el 0.22% eran amerindios, el 0.56% eran asiáticos, el 0.03% era isleño del Pacífico, el 1.09% eran de otras razas y el 4.25% eran de una mezcla de razas. Del total de la población, el 3.02% eran hispanos o latinos de cualquier raza.